# 金斯維爾鎮區 (密蘇里州約翰遜縣)
金斯維爾鎮區（英語：Kingsville Township）是位於美國密蘇里州約翰遜縣的一個行政鎮區。

## 地方資料
金斯維爾鎮區的面積為107.58平方千米，當中陸地面積為106.79平方千米，而水域面積為0.79平方千米。根據2020年美國人口普查的數據，當地共有人口1570人，而人口密度為每平方千米14.59人。